# NGC 5083
NGC 5083 је спирална галаксија у сазвежђу Ловачки пси која се налази на NGC листи објеката дубоког неба.
Деклинација објекта је + 39° 35' 22" а ректасцензија 13h 19m 3,1s. Привидна величина (магнитуда) објекта NGC 5083 износи 14,3 а фотографска магнитуда 15,0. NGC 5083 је још познат и под ознакама UGC 8367, MCG 7-27-59, CGCG 217-28, IRAS 13167+3951, PGC 46413.